# بادنگواتس (باتوچینا)
بادنگواتس (به صربی: Badnjevac) یک روستا در صربستان است که در باتوچینا واقع شده‌است. بادنگواتس ۱٬۰۸۴ نفر جمعیت دارد و ۱۵۱ متر بالاتر از سطح دریا واقع شده‌است.